# پادشاهی منوچهر
«پادشاهی منوچهر» هفتمین داستانِ پادشاهان و هفتمین پادشاهی پیشدادی در شاهنامهٔ فردوسی است که دورانِ صدوبیست‌سالهٔ پادشاهیِ منوچهر را داستان می‌کند.
در شاهنامه منوچهر پسر پشنگ است. مادر منوچهر، دختر ایرج و ماه‌آفرید است منوچهر به کین پدربزرگش ایرج سلم و تور را در جنگ به قتل رساند. منوچهر از پادشاهان درستکار در شاهنامه فردوسی است که پس از مرگ فریدون به پادشاهی رسید. از مهم‌ترین رویدادهای زمان پادشاهی منوچهر زادن زال، داستان زال و سیمرغ، عشق زال به رودابه و تولد رستم است. برابر طهماسب، نوذر پسران منوچهر هستند.
بعد از قتل ایرج توسط تور، یکی از کنیزان او بنام ماه‌آفرید، دختری به دنیا آورد که فریدون را بسیار خوشحال کرد دختر ماه‌آفرید بزرگ شد آنگاه به همسری پشنگ درآمد. از ایشان پسری به دنیا می‌آید که منوچهر نام گرفت. منوچهر نورچشمی فریدون بود.
| چو بر جست و آمدش هنگام شوی |  | چو پروین شدش روی و چون مشک موی |
| نیا نامزد کرد شویش پشنگ    |  | بدو داد و چندی برآمد درنگ      |
| یکی پور زاد آن هنرمند ماه  |  | چگونه سزاوار تخت و کلاه        |

منوچهر به کین ایرج نیای خویش، به همراه پهلوانانی چون قارن (پسر کاوه آهنگر)، سام نریمان و گرشاسپ بر سپاه سلم و تور می‌تازد و نخست تور را از پای درمی‌آورد، سپس سلم را. فریدون سالخورده هنگام مرگ منوچهر را به سام وامی‌گذارد و خود جان به جان‌آفرین تسلیم می‌کند. منوچهر صد و بیست سال پادشاهی کرد و هنگام مرگ سلطنت را به پسر خود نوذر سپرد.
| نبینید رویش مگر با سپاه     |  | ز پولاد بر سر نهاده کلاه   |
| ابا گُرز و با کاویانی درفش   |  | زمین کرده از سمّ اسپان بنفش |
| سپهدار چون قارن رزم‌زن       |  | چو شاپور و نستوه شمشیرزن   |
| به یک دست شیدوش جنگی به پای |  | چو شیروی شیر اوژن رهنمای   |
| چو سام نریمان و سرو یمن     |  | به پیش سپاه اندرون رای زن  |